# Estonie aux Jeux olympiques d'été de 1924
L’Estonie participe pour le deuxième fois aux Jeux olympiques d'été lors de l'édition de 1924, à Paris, en France. La délégation estonienne entièrement masculine se compose de 37 athlètes qui remportent 6 médailles dont une en or grâce au lutteur Eduard Pütsep, le porte-drapeau de la délégation. Les Estoniens s’illustrent en Haltérophilie et en Lutte. Disciplines qui leur permettent de conquérir 5 médailles sur les 6 au bilan final.

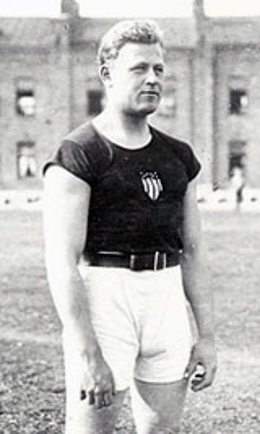
Harald Tammer médaillé de bronze en Haltérophilie.

## Médaillés
| Médaille           | Nom                 | Sport         | Épreuve                                  |
| ------------------ | ------------------- | ------------- | ---------------------------------------- |
| Médaille d'or      | Eduard Pütsep       | Lutte         | Gréco-romaine Poids coq, -58 kg          |
| Médaille d'argent  | Alfred Neuland      | Haltérophilie | Poids moyens, 67.5 - 75 kg               |
| Médaille de bronze | Jaan Kikkas         | Haltérophilie | Poids moyens, 67.5 - 75 kg               |
| Médaille de bronze | Harald Tammer       | Haltérophilie | Poids Lourds, + 82.5 kg                  |
| Médaille de bronze | Roman Steinberg     | Lutte         | Gréco-romaine Poids moyens, 67.5 - 75 kg |
| Médaille de bronze | Aleksander Klumberg | Athlétisme    | Décathlon                                |

## Sources
- (fr) Estonie sur le site du Comité international olympique
- (en) Bilan complet sur le site olympedia.org